# (9873) Freundlich
(9873) Freundlich ist ein im inneren Hauptgürtel gelegener Asteroid. Der Himmelskörper wurde vom britisch-australischen Astronomen Robert McNaught am 9. April 1992 am Siding-Spring-Observatorium (IAU-Code 413) entdeckt. Das Observatorium befindet sich in der Nähe von Coonabarabran, Australien und ist Teil der Research School of Astronomy & Astrophysics (RSAA) der Australian National University (ANU). Sichtungen des Asteroiden hatte es vorher schon gegeben: am 18. und 19. September 1985 am Kleť-Observatorium bei Český Krumlov unter der vorläufigen Bezeichnung 1985 SO sowie am 14. und 16. September 1990 am kalifornischen Palomar-Observatorium (1990 SC17).
Der mittlere Durchmesser des Asteroiden wurde mithilfe des Wide-Field Infrared Survey Explorers (WISE) mit 5,388 (±0,053) km berechnet, die Albedo mit 0,220 (±0,044). Die Rotationsperiode wurde bei Beobachtungen vom 15. bis 17. November 2013 von Brian D. Warner am Palmer-Divide-Observatorium in Colorado Springs ermittelt und beträgt 2,9257 (±0,003) Stunden.
(9873) Freundlich gehört zur Hungaria-Gruppe. Charakteristisch für diese Gruppe ist unter anderem die 9:2-Bahnresonanz mit dem Planeten Jupiter. Der Namensgeber für die Hungaria-Gruppe ist der Asteroid (434) Hungaria. In der Hungaria-Gruppe gehört der Asteroid nicht der Kernfamilie an, sondern ist eher ein Hintergrundasteroid.
Der Asteroid wurde am 17. Januar 2022 nach dem deutschen Astrophysiker Erwin Freundlich (1885–1964) benannt. Nach Erwin Freundlich war schon 1970 ein Mondkrater auf der nördlichen Mondrückseite benannt worden: Mondkrater Freundlich.